# Италијани у Аргентини
Италијани у Аргентини (итал. Italo-argentini, шп. ítalo-argentinos) су држављaни Аргентине италијанског порекла или људи рођени у Италији који живе у Аргентини. Највећи број Аргентинаца има италијанско порекло као последица великог броја италијанских досељеника у ову земљу. Процењује се да до 30 милиона Аргентинаца има италијанско порекло (62,5% укупне популације).
Италијани су почели да пристижу у Аргентину у великом броју од 1857. до 1940. године, укупно 44,9% целокупне постколонијалне имигрантске популације, више него из било које друге земље (укључујући Шпанију, 31,5%). Године 1996, број становника Аргентине делимичног или потпуног италијанског порекла износио је 15,8 милиона, када је аргентинско становништво било приближно 34,5 милиона, што значи да су представљали 45,5% становништва. Данас земља има 30 милиона Аргентинаца са одређеним степеном италијанског порекла у укупној популацији од 40 милиона.
Италијанска насеља у Аргентини, заједно са шпанским насељима, чинили су кичму данашњег аргентинског друштва. Аргентинска култура има значајне везе са италијанском културом у погледу језика, обичаја и традиције. Аргентина је такође снажно италофилна земља, а њена кухиња, мода и начин живота су под великим италијанским утицајем.

## Историја
Мале групе Италијана почеле су да се досељавају у Аргентину већ у другој половини 18. века. Међутим, ток италијанске имиграције у Аргентину постао је масовни феномен тек од 1880. до 1920. године, током Великог европског имиграционог таласа у Аргентину, који је досегао врхунац између 1900–1914, око 2 милиона се населило од 1880. до 1920, а само милион од 1900. до 1914. 1914. године само у Буенос Ајресу је живело више од 300.000 становника Италијана, што је представљало 25% укупне популације. Италијански досељеници били су углавном мушкарци, старости између 14 и 50 година и више од 50% писмених; у погледу занимања, 78,7% у активном становништву били су пољопривредни радници или неквалификовани радници, 10,7% занатлије, а само 3,7% је радило у трговини или као професионалци.
Избијање Првог светског рата и раст фашизма у Италији проузроковали су брзи пад имиграције у Аргентину, са благим препородом од 1923. до 1927. године, али је то заустављено током Велике депресије и Другог светског рата.
По завршетку Другог светског рата, Италија је била разорена и окупирана од страних војски. Од 1946. до 1957. био је још један масиван талас од 380.000 Италијана у Аргентину. Знатан опоравак као последица италијанског економског чудоа из 1950-их и 1960-их на крају је проузроковао крај ере италијанске дијаспоре у иностранству, а у наредним деценијама Италија је постала земља са нето имиграцијом. Сада у Аргентини још живи 527.570 држављана Италије.

## Карактеристике италијанске имиграције у Аргентину

#### Италијанска имиграција у Аргентину, 1861–1920 (по деценији)
| Период    | Укупно    | Италијани | %   |
| --------- | --------- | --------- | --- |
| 1861–1870 | 159,570   | 113,554   | 71% |
| 1871–1880 | 260,885   | 152,061   | 58% |
| 1881–1890 | 841,122   | 493,885   | 59% |
| 1891–1900 | 648,326   | 425,693   | 57% |
| 1901–1910 | 1,764,103 | 796,190   | 45% |
| 1911–1920 | 1,204,919 | 347,388   | 29% |
| 1861–1920 | 3,798,925 | 2,270,525 | 59% |

### Порекло италијанских имиграната
Већина италијанских имиграната у Аргентину долазила је из северних региона. Након уједињења Италије и успостављања севера као доминантне регије у Италији, обрасци имиграције премештају се у руралну и бившу независну јужну Италију, посебно у Кампанију, Калабрију и Сицилију. У аргентинском сленгу, тано (од напулитано, „напуљски“) и даље се користи за све људе италијанског порекла, иако је првобитно значио становнике бивше независне државе Напуљско краљевство. Претпоставка да је емиграција из градова била занемарљива има важан изузетак. Напуљ је од главног града сопственог краљевства 1860. године постао само још један велики град у Италији. Губитак бирократских послова и последично опадајућа финансијска ситуација довели су до велике незапослености. Почетком 1880-их град су погодиле и епидемије колере, због чега је много људи отишло.
Према студији из 1990. године, висок удео повратника може показати позитивну или негативну корелацију између региона порекла и одредишта. Италијанска компонента аргентинског друштва резултат је северних, а не јужних утицаја.

#### Италијански имигранти који стижу у Аргентину и регионална дистрибуција[11]
| Период    | Северозападна Италија | Североисточна и централна Италија | Јужна и острвска Италија | Укупно  |
| --------- | --------------------- | --------------------------------- | ------------------------ | ------- |
| 1880–1884 | 59.8%                 | 16.8%                             | 23.4%                    | 106,953 |
| 1885–1889 | 45.3%                 | 24.4%                             | 30.3%                    | 259,858 |
| 1890–1894 | 44.2%                 | 20.7%                             | 35.1%                    | 151,249 |
| 1895–1899 | 32.3%                 | 23.1%                             | 44.6%                    | 211,878 |
| 1900–1904 | 29.2%                 | 19.6%                             | 51.2%                    | 232,746 |
| 1905–1909 | 26.9%                 | 20.1%                             | 53.0%                    | 437,526 |
| 1910–1914 | 27.4%                 | 18.2%                             | 54.4%                    | 355,913 |
| 1915–1919 | 32.3%                 | 23.1%                             | 44.6%                    | 26,880  |
| 1920–1924 | 19.7%                 | 27.4%                             | 52.9%                    | 306,928 |
| 1925–1929 | 14.4%                 | 33.1%                             | 52.5%                    | 235,065 |

## Култура

### Језик
Према Ethnologue, Аргентина има више од 1.500.000 говорника италијанског језика, што је чини трећим језиком у земљи (након шпанског и енглеског). Упркос великом броју италијанских имиграната, италијански језик се никада није истински раширио у Аргентини, делимично и зато што су у време масовне имиграције готово сви Италијани говорили својим матерњим регионалним језицима, а не стандардизованим италијанским, што је спречило ширење употребе италијанског као основног језика у Аргентини. Сличност између шпанског и многих од тих језика такође је омогућила имигрантима да са релативно лакоћом стекну комуникативну компетенцију на шпанском и тако језички асимилирају без потешкоћа.
Италијанска имиграција од друге половине 19. века до почетка 20. века имала је трајан и значајан утицај на интонацију аргентинског вернакуларног шпанског језика. Прелиминарно истраживање показало је да шпански језик Риоплатенсе, посебно говор града Буенос Ајреса, има интонационе обрасце који подсећају на италијанске дијалекте (посебно оне чији је супстрат напуљски језик) и знатно се разликују од образаца других облика шпанског језика. То добро корелира са имиграционим обрасцима као што је Аргентина, посебно Буенос Ајрес, који је од 19. века имао огроман број италијанских насељеника. Према студији спроведеној од Националног савета за научна и техничка истраживања Аргентине, истраживачи примећују да је ово релативно недавна појава, која је започела почетком 20. века главним таласом јужноиталијанске имиграције. До тада је акценат портењо био сличнији оном у Шпанији, посебно у Андалузији.
Између 1880. и 1900. године Аргентина је примила велики број сељака са југа Италије, који су имали мало или нимало знања шпанског језика. Док су имигранти настојали да комуницирају са локалним креолима, произвели су променљиву мешавину шпанског са италијанским језицима и дијалектима, посебно напуљским. Пиџински језик је од стране локалаца добио погрдно име коколиче. Будући да су деца имиграната одрастала говорећи шпански у школи, на послу и у војној служби, коколиче је остао ограничен углавном на имигранте прве генерације и полако је престао да се користи. Пиџин је духовито приказан у књижевним делима и у аргентинском позоришту саинете, од стране нпр. Дарија Виторија.

## Образовање
Италијанске школе у Аргентини укључују:
- Scuola Italiana Cristoforo Colombo (Буенос Ајрес)
- Istituto Scolastico "Scuola Edmondo De Amicis" (Буенос Ајрес, Росарио)
- Scuola "Dante Alighieri" (Кордоба, Росарио)
- Istituto di Cultura Italica (Ла Плата)
- Associazione Scuole Italiane "XXI Aprile" (Мендоза)
- Centro Culturale Italiano Scuole Alessandro Manzoni (Оливос и Виља Аделина)

## Познати Аргентинци италијанског порекла
- Лионел Меси, фудбалер
- Папа Фрања, врховни поглавар Католичке цркве
- Мануел Белграно, војсковођа